# Филипп III Добрый
Филипп Добрый (фр. Philippe le Bon) или Филипп III Бургундский (31 июля 1396, Дижон — 15 июня 1467, Брюгге) — герцог Бургундии, граф Бургундии и Артуа с 1419 года, маркграф Намюра (под именем Филипп IV) с 1429 года, герцог Брабанта и Лимбурга с 1430 года, граф Эно, Голландии и Зеландии с 1432 года, герцог Люксембурга с 1443 года, из Бургундской ветви династии Валуа.

## Браки и дети
Родившийся в Дижоне, он был старшим сыном Иоанна (Жана) Бесстрашного и Маргариты Баварской.
28 января 1405 года, он получил титул графа де Шароле и, вероятно, тогда же был обручён с Мишель Французской (1395—1422), дочерью короля Франции Карла VI и Изабеллы Баварской. Свадьба же состоялась в 1409 году.
- Агнесса (1421/1422—в дет.)

После смерти жены Филипп женился вторично на Бонне д’Артуа (1393—1425), дочери Филиппа Артуа, которая была к тому же вдовой его дяди, графа Неверского Филиппа II (30 ноября, 1424 года).
В его третьем браке, который был заключён в Брюгге 7 января 1430 года с Изабеллой Португальской (1397 — 17 декабря 1471), дочерью Жуана I Португальского и Филиппы Ланкастер, родилось трое сыновей, двое из которых умерли в детстве:
- Антуан (30 сентября 1430, Брюссель — 5 февраля 1432, Брюссель), граф де Шароле
- Жозеф (24 апреля 1432 — после 6 мая 1432), граф де Шароле
- Карл (1433—1477), граф де Шароле и будущий герцог Бургундский

Кроме того, у герцога Филиппа было около 17 внебрачных детей, в том числе Антуан, Великий бастард Бургундский.
Историкам известно о не менее 24 любовниц, от которых родилось 18 бастардов, которых Филипп III признал. 
Правитель Люксембурга, сын Катарины Схарс  Корнель (1420–1452), был самым известным из них. Именно он первым получил титул Великого бастарда Бургундского. Этот титул перешёл к его сводному брату от Жанны де Прель, Антуану (1421–1504), графу де Ла Рош, сеньору Беверена. только после его смерти.
Другой же бастард герцога, в 1517 году, сын от Николетты де Боскиель Филипп (1464–1524) занял кафедру Давида, епископа Утрехтского (1427–1496). 
Дочь Филиппа III Анна (1435–1508) от Жаклин ван Стенберген, была гувернанткой своей племянницы Марии Бургундской, дочери Карла Смелого. Анна вышла за муж вторым браком за своего двоюродного брата по отцовской линии Адольфа Клевского.

## Начало правления и союз с Англией
Герцогом Бургундским Филипп стал после убийства его отца в 1419 году. В этом убийстве, которое произошло в Монтеро, Филипп обвинил дофина Франции Карла.
В 1420 году Филипп заключил союз с королём Англии Генрихом V. В 1423 году этот союз был укреплён браком между сестрой Филиппа Анной и Джоном, герцогом Бедфордом, регентом при малолетнем короле Генрихе VI. После того как усилиями Изабеллы Баварской дофин был объявлен бастардом, Генрих V наследовал французский престол после Карла VI Безумного, а Филипп становился его наместником во Франции.
В 1430 году бургундские войска захватили в Компьене Жанну д’Арк и позже передали её англичанам, которые обвинили её в ереси, судили и казнили.
Союзничество бургундцев с англичанами закончилось в 1435 году, после того как по Аррасскому договору Филипп признал Карла VII королём Франции. Однако этот договор был нарушен в 1439 году, а в 1440 году Филипп поддержал восстание французской знати (также известное как Прагерия) и дал убежище мятежному дофину Людовику.

## Расширение Бургундских земель

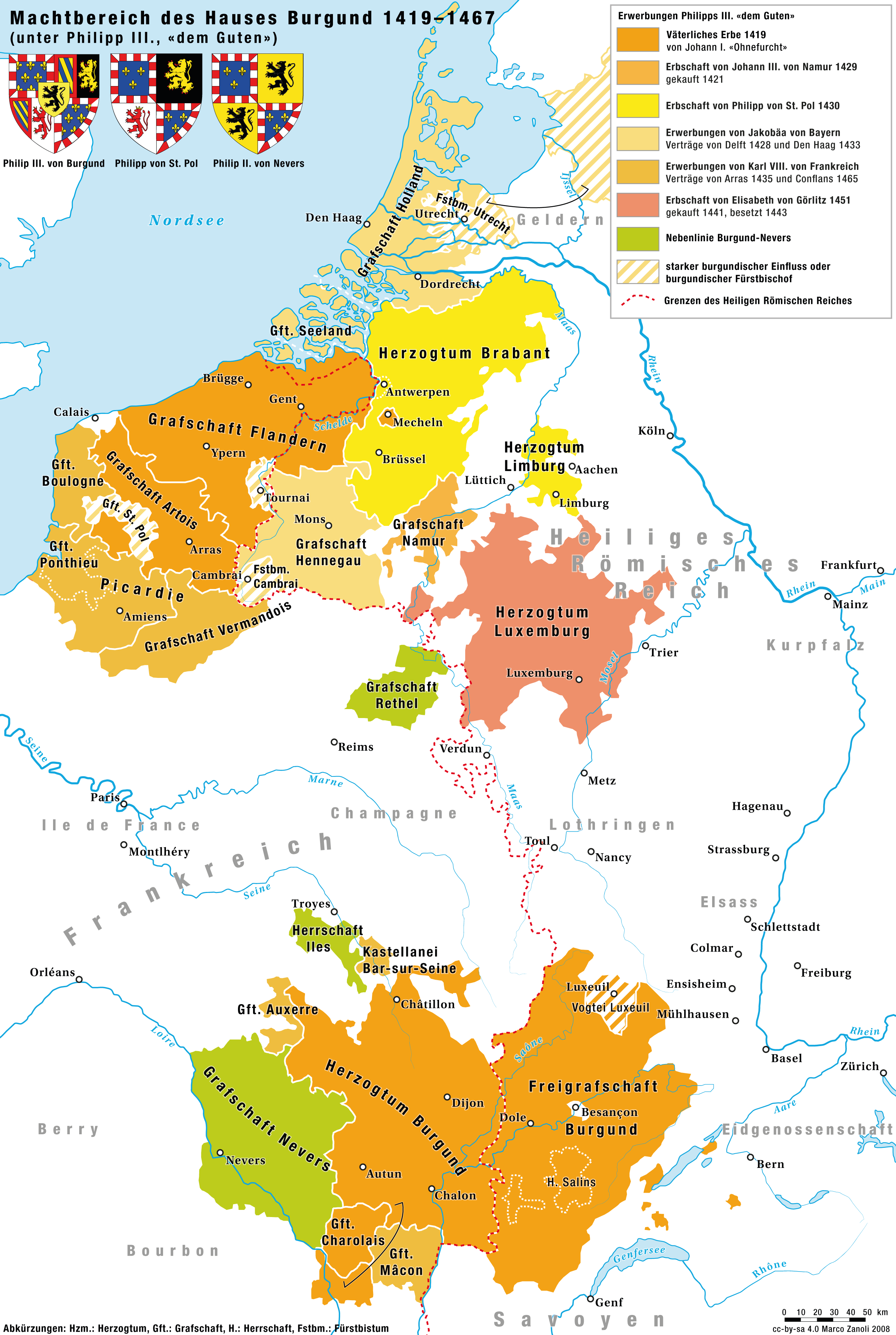
Герцогство Бургундия во время правления Филиппа III Доброго

Во время Столетней войны Филипп предпочитал не воевать на чьей-либо стороне, а, пользуясь нестабильной обстановкой, занимался присоединением новых земель к своему герцогству. В 1429 году он присоединил маркграфство Намюр, после смерти его бездетного правителя Жана III, выкупленное у последнего за долги ещё в 1421 году.  После смерти своего кузена Филиппа де Сен-Поль в 1430 году он унаследовал герцогство Брабантское и маркграфство Антверпенское.В 1432 году он присоединил ещё несколько нидерландских земель, в том числе Фрисландию и Зеландию. В 1433 году он заставил графиню Якобу уступить ему права на графство Голландия, Зеландия и Эно по ранее заключённому Делфтскому договору. В 1443 году он купил герцогство Люксембург у своей тётки Елизаветы фон Гёрлиц. в 1448 году приобрёл права на герцогство Гелдерн у герцога Юлиха и Берга Герхарда II. Неудивительно, что после всего этого Филипп стал называть себя «Великим герцогом Запада».
23 июля 1453 года при Гевере он наголову разгромил ополчение восставшего Гента.
Однако в 1463 году Филиппу пришлось вернуть часть захваченных земель Людовику XI. В этом же году он основал Генеральные штаты Голландии, построенные по французской модели.
Умер Филипп в Брюгге в 1467 году, причиной его смерти стала острая пневмония нижней доли лёгкого, спровоцировавшая кратковременный отёк лёгких и сепсис, поразивший селезёнку.
Похоронен Филипп III в Дижонском соборе Святого Венигна.

## Характер

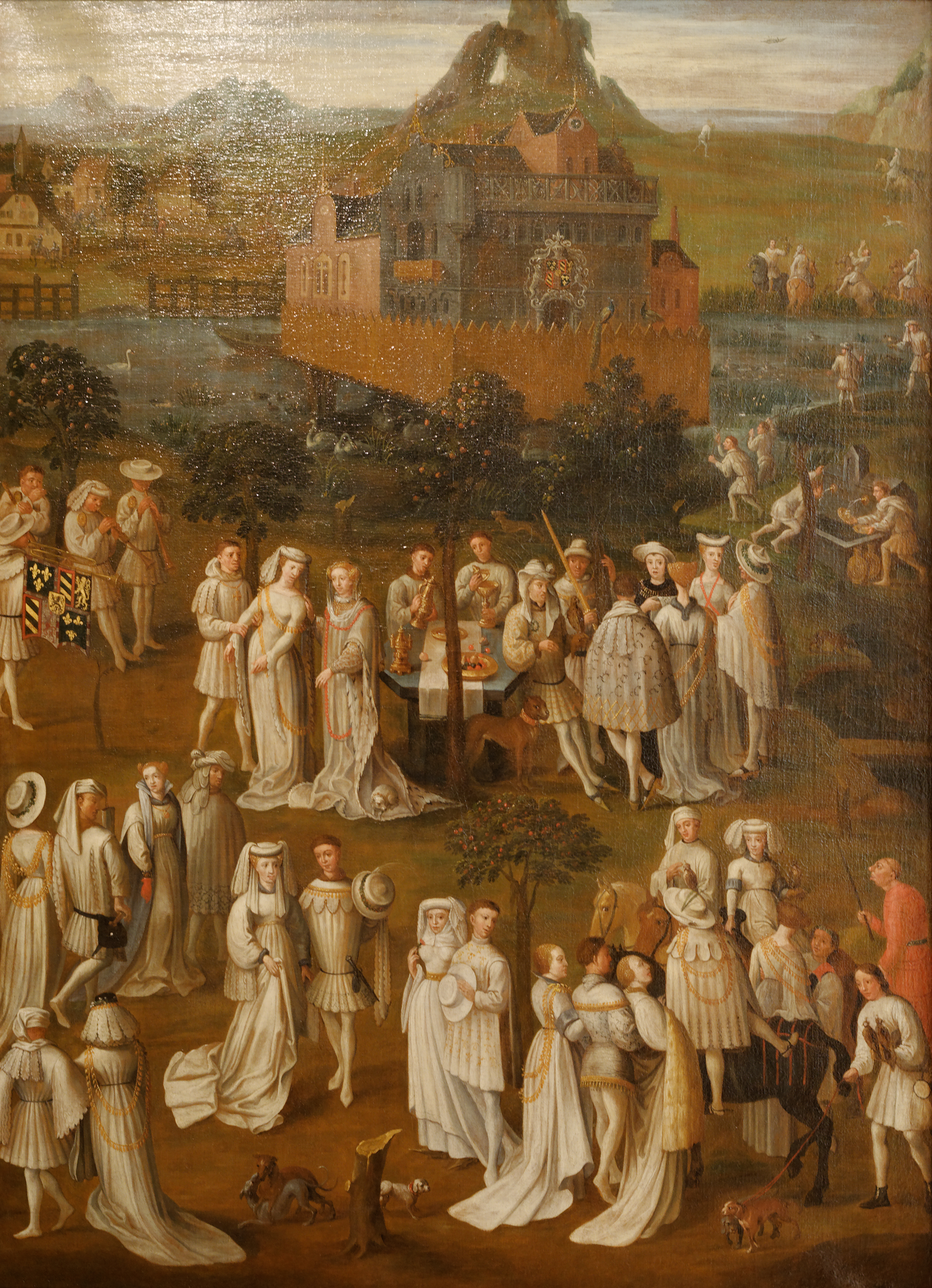
Ян ван Эйк. Загородный пикник Бургундского двора, 1431 г.

Филипп был страшен в своём гневе, но умел быстро прощать. Любя дорогие вещи, он медлил с размышлениями, учитывая рекомендации своих советников. Также как и король Франции Иоанн II Добрый, Филипп III Добрый был обязан прозвищем не своей доброте, но тому что «хорошо держал в руках меч». Герцог до конца своей жизни помнил о вине французских Валуа, не воспрепятствовавших убийству его отца Жана Бесстрашного. Смерть его отца вызвала у него очень глубокую грусть (его почти всегда изображали в чёрном камзоле, в знаке траура).

## Покровитель наук и искусств
Филипп усиленно поддерживал идею рыцарства при своём дворе. В 1430 году он создал Орден Золотого руна. Его герцогство не имело постоянной столицы, и двор был то в Брюсселе, то в Брюгге, то в Лилле, и в этих городах часто устраивались рыцарские турниры.
В 1454 году Филипп, вдохновлённый папой, пожелал устроить крестовый поход против Османской империи, дав по этому поводу торжественный обет в Лилле, в честь которого устроен был памятный «Пир фазана». Однако замысел его так и не был осуществлён, главным образом из-за нестабильной обстановки в его собственных владениях.
По словам придворного историка и переводчика Давида Обера, с молодых лет Филипп проявлял особый интерес к истории, наполняя свою обширную библиотеку хрониками, жизнеописаниями рыцарей и полководцев, переводами античных авторов, поощряя писателей и составителей исторических трудов. Также Обер рассказывает, что герцог «имел привычку, чтобы каждый день ему читали древние истории».
Также Филипп был большим ценителем произведений искусства, собрал большую коллекцию гобеленов и других работ. Во время его правления Бургундская капелла стала музыкальным центром Европы, наблюдалось большое развитие Бургундской школы композиторов и певцов. Жиль Беншуа, Робер Мортон и позже Гийом Дюфаи, известнейшие композиторы XV века играли в придворной капелле Филиппа.
В 1428 году Ян ван Эйк, находившийся на службе у герцога с 1425 года, был отправлен в Португалию, для того чтобы написать портрет невесты Филиппа инфанты Изабеллы. Было сделано два портрета. Оба были отправлены герцогу вместе с проектом брачного договора. Один отправили сушей, другой морем. Но до нашего времени портреты не сохранились.
С помощью опытных португальских кораблестроителей Филипп основал свою собственную судоверфь в Брюгге.

## Образ в литературе
Историко-приключенческая серия «Катрин» французской писательницы Ж. Бенцони рассказывает о герцоге Филиппе как об одном из героев романа — он выступает и как историческое лицо, правитель и политик, и как любовник главной героини — прекрасной Катрин.

## Образ в кино
- «Чудо волков» / «Le miracle des loups» (Франция; 1924) режиссёр Раймон Бернар, в роли Филиппа — Фернан Майи.
- Жанна д’Арк (фильм, 1999), реж. Люк Бессон, в роли Филиппа — Майкл Дженн
- Жанна д’Арк (телесериал, 1999), реж. Кристиан Дюгей, в роли Филиппа — Джеймс Вулветт

## В филателии
Филипп Добрый изображён на бельгийской почтовой марке 1941 года.